# Classe New Orleans (incrociatore 1933)
La classe New Orleans fu una classe di incrociatori pesanti della United States Navy, composta da sette unità entrate in servizio tra il 1934 e il 1937. Ultimi incrociatori pesanti statunitensi realizzati rispettando i limiti imposti dal trattato navale di Washington, i New Orleans prestarono intenso servizio operativo durante gli anni della seconda guerra mondiale.
Una sola unità della classe, il Tuscaloosa, prestò servizio nelle acque europee, prendendo parte alle missioni di scorta dei "convogli artici" diretti dal Regno Unito in Unione Sovietica oltre che fornire supporto di fuoco ai reparti a terra durante gli sbarchi dell'operazione Torch in Marocco, dell'operazione Overlord in Normandia e dell'operazione Dragoon in Provenza. La zona di operazioni principale dei New Orleans fu tuttavia l'Oceano Pacifico, nell'ambito degli scontri contro l'Impero giapponese, dove gli incrociatori presero parte a buona parte delle più importanti battaglie navali del teatro.
I New Orleans furono intensamente impegnati negli scontri navali della campagna di Guadalcanal, che si rivelò per loro una ben dura prova: tre unità della classe (Astoria, Quincy e Vincennes) furono tutte affondate il 9 agosto 1942 da unità navali giapponesi durante la pesante sconfitta statunitense nella battaglia dell'isola di Savo, il San Francisco fu gravemente danneggiato dalle cannonate giapponesi durante la prima battaglia navale di Guadalcanal il 12 novembre 1942 mentre il New Orleans e il Minneapolis accusarono gravi danni dopo essere stati centrati da siluri nel corso della battaglia di Tassafaronga il 30 novembre seguente. Le quattro unità superstiti della campagna di Guadalcanal operano poi in appoggio alle azioni anfibie nel teatro del Pacifico centrale, prendendo parte anche alla decisiva battaglia del Golfo di Leyte. Posti in riserva negli anni immediatamente seguenti la conclusione del conflitto, i quattro New Orleans superstiti furono radiati nel marzo 1959 e avviati alla demolizione lo stesso anno.

## Caratteristiche

### Il progetto

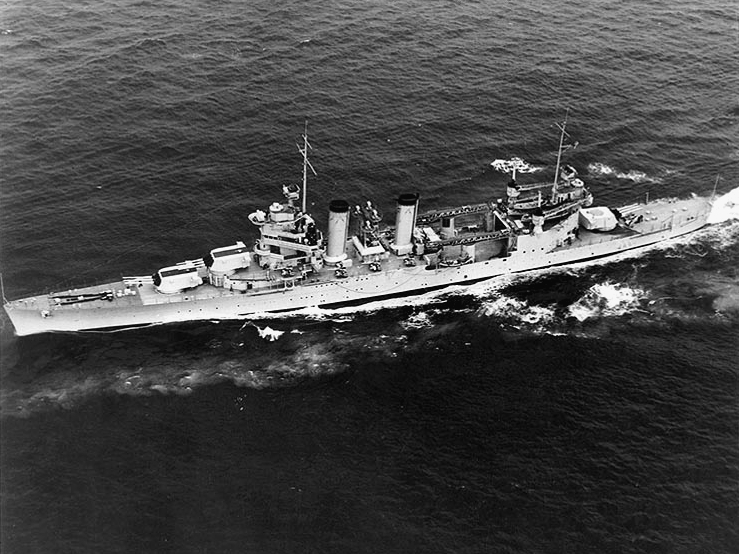
Il Quincy ripreso dall'alto nel maggio 1940

I New Orleans furono l'ultima classe di incrociatori pesanti costruita dagli Stati Uniti d'America rispettando i dettami imposti dal trattato navale di Washington del 1922 (dislocamento standard non superiore alle 10.160 tonnellate e cannoni di calibro non superiore ai 203 mm), dopo i due sperimentali classe Pensacola impostati tra il 1926 e il 1927, i sei più potenti classe Northampton impostati nel 1928 e i due classe Portland impostati nel 1930. La costruzione di ulteriori tre Portland, già ordinata ai cantieri, fu riconsiderata alla luce dell'insoddisfazione degli ufficiali della Marina circa il livello di corazzatura delle nuove unità, giudicato come insufficiente; venne quindi ripreso in mano il progetto dei Northampton, rivisitandolo pesantemente in particolare per sfruttare appieno il dislocamento di 10.000 tonnellate concesso dal trattato di Washington, visto che le unità avevano un dislocamento standard di quasi 1.000 tonnellate inferiore a tale limite.
Le tre unità classe Portland finanziate nel programma di costruzioni navali del 1929 furono quindi reimpostate secondo il nuovo progetto tra la fine del 1930 e l'inizio del 1931; altri tre New Orleans furono finanziati nel programma del 1930, con due unità impostate nel settembre 1931 e una impostata nel novembre 1933 secondo un progetto lievemente modificato. Un'altra unità fu autorizzata con il programma di costruzioni del 1931 ma impostata all'inizio del 1934 a causa di ritardi causati dall'approvazione del nuovo trattato navale di Londra; quella che avrebbe dovuto essere l'ottava unità della classe, lo USS Wichita, fu invece impostata nel 1935 secondo un nuovo progetto notevolmente differente dai predecessori, fermando quindi a sette il totale dei New Orleans impostati.

### Scafo e propulsione

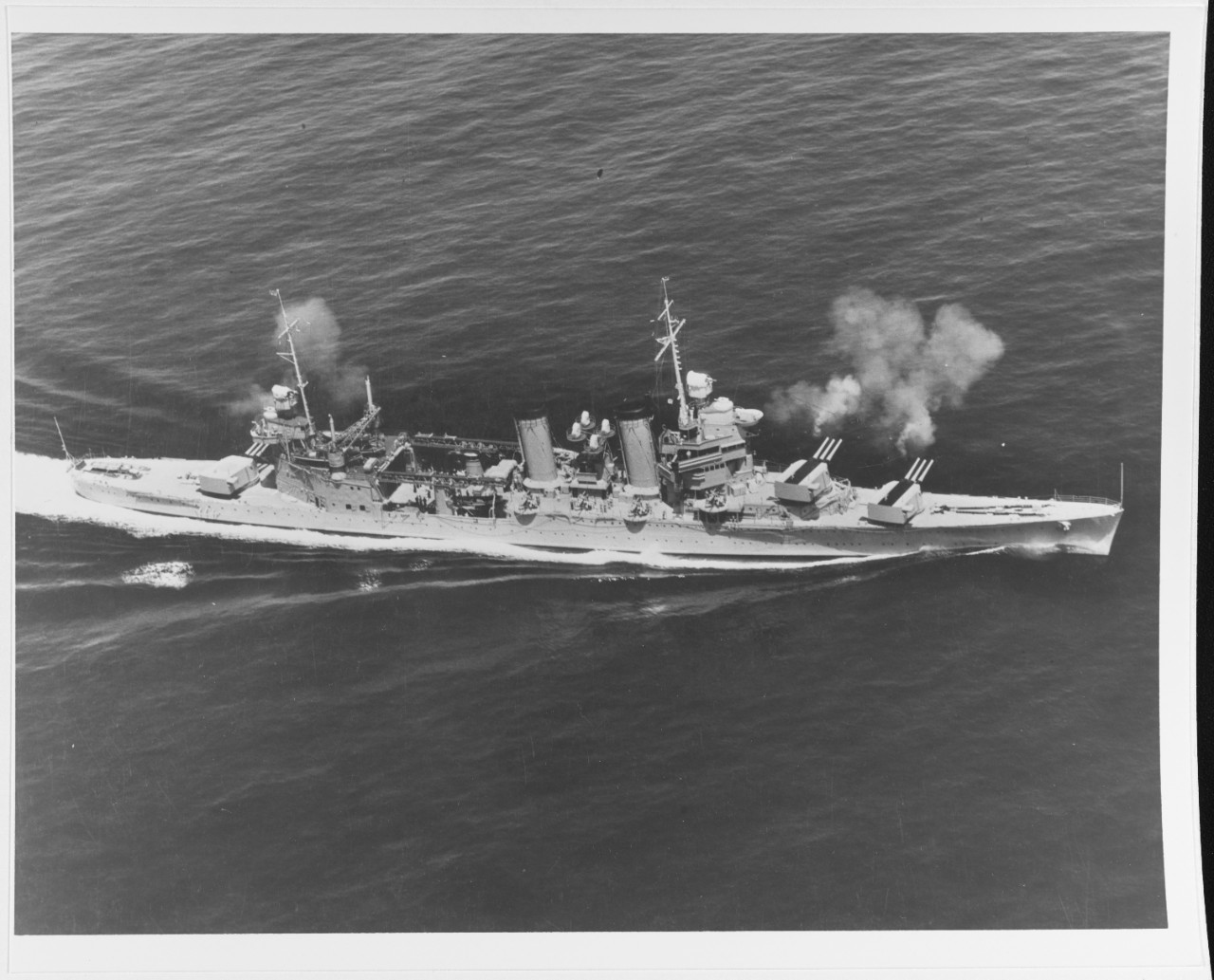
Il Minneapolis mentre fa fuoco con i suoi pezzi da 203 mm

I New Orleans si presentavano come una versione più compatta dei precedenti incrociatori classe Northampton e Portland, con uno scafo più corto e stretto; la diminuzione della lunghezza dello scafo portava a una diminuzione della lunghezza della cintura corazzata posta alla sua protezione, consentendo di incrementarne lo spessore a parità di peso. Lo scafo presentava una lunghezza fuori tutto di 179,22 metri (176,16 metri alla linea di galleggiamento), circa quattro metri in meno rispetto ai Northampton e sette metri in meno rispetto ai Portland, per una larghezza massima di 18,82 metri e un pescaggio di 6,93 metri; alla costruzione il dislocamento standard si aggirava sulle 10 136 tonnellate, cifra che saliva a 12 463 tonnellate con la nave a pieno carico. Le sovrastrutture dei New Orleans comprendevano un massiccio torrione di comando a prua seguito da due fumaioli a centro nave e un cassero a poppa; l'equipaggio ammontava a 868 tra ufficiali e marinai.
Molto del risparmio di lunghezza era stato ottenuto da un differente arrangiamento dei locali delle macchine, accorciati di circa 1,2 metri in lunghezza e disposti in linea invece che secondo uno schema a scacchi; il risparmio in lunghezza era però ottenuto a discapito della sicurezza, visto che la disposizione in linea aumentava il pericolo che un unico siluro potesse mettere fuori uso due locali macchine diversi. Per il resto, l'apparato propulsivo dei New Orleans era identico a quello dei Portland, con quattro turbine a vapore della Westinghouse Electric azionanti altrettanti alberi motore e alimentate da otto caldaie a olio combustibile della Babcock & Wilcox; nelle ultime tre unità della classe fu sperimentata l'installazione di generatori diesel d'emergenza. La potenza complessiva si aggirava sui 107 000 shp (80 000 kW), il che garantiva una velocità massima di 32,7 nodi (60,6 km/h); l'autonomia si aggirava sulle 10 000 miglia nautiche (19 000 km) alla velocità di crociera di 15 nodi (28 km/h), più ridotta di circa 3 000 miglia nautiche (5 600 km) rispetto a quella dei Portland in ragione dei più ridotti serbatoi di carburante dei New Orleans.

### Armamento e protezione

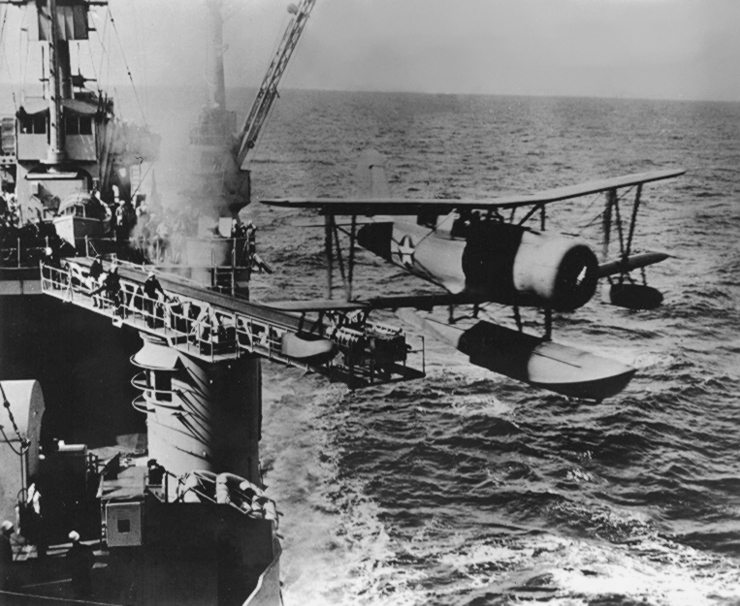
Un idrovolante SOC Seagull viene lanciato dalla catapulta di un New Orleans nel 1942

Alla costruzione l'armamento di artiglieria dei New Orleans era identico a quello dei Portland, con nove cannoni da 203/55 mm alloggiati in tre torri triple: due a prua davanti al torrione di comando l'una sovrapposta all'altra, e una a poppa davanti al cassero. L'armamento contraereo era adeguato alla sua epoca, ma destinato a diventare rapidamente obsoleto in ragione dei progressi dell'aviazione: esso verteva infatti su otto cannoni da 127/25 mm (impiegabili anche nel tiro antinave contro unità siluranti veloci) e otto mitragliatrici Browning M2 da 12,7 mm, tutti disposti in impianti singoli a centro nave. Nello spazio tra il secondo fumaiolo e il cassero di poppa erano inoltre installate due catapulte per il lancio di idrovolanti da ricognizione; il cassero di poppa ospitava un hangar capace di contenere fino a quattro idrovolanti, generalmente apparecchi Loening OL, Vought O2U Corsair, Berliner-Joyce OJ o Curtiss SOC Seagull.
Il ridimensionamento dello scafo e lo sfruttamento completo del limite di dislocamento consentirono di incrementare notevolmente l'ammontare della corazzatura, il cui peso era pari al 15% del dislocamento standard rispetto al 5,6% dei precedenti Portland e al 6% dei Northampton. La protezione orizzontale era data da una cintura corazzata spessa tra i 127 e i 76 mm, mentre quella verticale era data da un ponte corazzato spesso 57 mm. La torre di comando era protetta da una blindatura spessa 127 mm, mentre lo spessore della corazzatura delle torri di artiglieria fu aumentato a 203 mm, il che garantiva una certa protezione dai colpi calibro 203 mm dei cannoni degli incrociatori pesanti contemporanei: un notevole incremento rispetto agli appena 64 mm di spessore delle torri dei Portland, rivelatesi vulnerabili perfino al tiro dei cannoni dei cacciatorpediniere dell'epoca. Le torri d'artiglieria presentavano infine una barbetta corazzata spessa 127 mm, valore però incrementato sulle ultime quattro unità della classe grazie all'adozione di torri per i cannoni da 203 mm più compatte e leggere di circa 40 tonnellate: il risparmio di peso portò ad aumentare lo spessore delle barbette a 152 mm su Tuscaloosa e San Francisco, ma questa soluzione portava però il dislocamento troppo vicino al limite massimo del trattato di Washington e quindi sui successivi Quincy e Vincennes l'aumento di spessore delle barbette fu contenuto a 133 mm.

### Modifiche successive
Il progressivo aumento della minaccia aerea portò a modificare più volte l'armamento antiaereo dei New Orleans. Tra il giugno 1941 e il marzo 1942 tutte e sette le unità furono dotate di quattro impianti quadrupli di mitragliere 1.1"/75 in calibro 28 mm, mentre alla metà del 1942 le otto mitragliatrici M2 furono rimpiazzate da altrettante mitragliere da 20 mm Oerlikon in impianti singoli, con altri sei o dieci pezzi aggiunti alla fine del 1942. Il numero delle mitragliere da 20 mm fu progressivamente aumentato fino a un totale di 28 armi, mentre verso la fine del 1943 i pezzi antiaerei da 28 mm furono rimpiazzati da sei impianti quadrupli di cannoni Bofors 40 mm. A partire dalla metà del 1942 le unità furono dotate di impianti radar, poi più volte modernizzati e aumentati in numero.
L'aumento del numero di armi antiaeree portò a un peggioramento della stabilità delle unità, rendendo necessari vari interventi strutturali nel corso del 1943: in particolare, il torrione di comando venne ristrutturato e alleggerito, fu aggiunta una zavorra fissa in piombo del peso di 200 tonnellate e una delle catapulte degli idrovolanti venne sbarcata.

## Unità
| Nome              | Costruttore                       | Impostazione      | Varo             | Entrata in servizio | Destino finale                                                                                  |
| ----------------- | --------------------------------- | ----------------- | ---------------- | ------------------- | ----------------------------------------------------------------------------------------------- |
| USS New Orleans   | New York Navy Yard                | 14 marzo 1931     | 12 aprile 1933   | 18 aprile 1934      | radiato dal servizio il 1º marzo 1959, avviato alla demolizione nel settembre dello stesso anno |
| USS Astoria       | Puget Sound Naval Shipyard        | 1º settembre 1930 | 16 dicembre 1933 | 1º giugno 1934      | affondato il 9 agosto 1942 da unità navali giapponesi durante la battaglia dell'isola di Savo   |
| USS Minneapolis   | Philadelphia Naval Shipyard       | 27 giugno 1931    | 6 settembre 1933 | 20 giugno 1934      | radiato dal servizio il 1º marzo 1959, avviato alla demolizione nell'agosto dello stesso anno   |
| USS Tuscaloosa    | New York Shipbuilding Corporation | 3 settembre 1931  | 15 novembre 1933 | 17 agosto 1934      | radiato dal servizio il 1º marzo 1959, avviato alla demolizione nel giugno dello stesso anno    |
| USS San Francisco | Mare Island Naval Shipyard        | 9 settembre 1931  | 9 marzo 1933     | 23 aprile 1934      | radiato dal servizio il 1º marzo 1959, avviato alla demolizione nel settembre dello stesso anno |
| USS Quincy        | Bethlehem Steel                   | 15 novembre 1933  | 19 giugno 1935   | 9 giugno 1936       | affondato il 9 agosto 1942 da unità navali giapponesi durante la battaglia dell'isola di Savo   |
| USS Vincennes     | Bethlehem Steel                   | 2 gennaio 1934    | 21 maggio 1936   | 24 febbraio 1937    | affondato il 9 agosto 1942 da unità navali giapponesi durante la battaglia dell'isola di Savo   |